# Civilförsvaret i Sverige 1937–2014

Civilförsvarsstyrelsens heraldiska vapen.

Civilförsvaret i Sverige 1937–2014 inleddes med luftskyddslagen 1937 och varade till försvarsbeslutet 2015. 
Sveriges första luftskyddslag antogs 1937. Den luftskyddsorganisation som i forcerad takt byggdes upp under beredskapen vilade inte på en enhetlig och genomtänkt grund. Civilförsvarsreformen 1944 åstadkom en enhetlig ledning och uppbyggnad av civilförsvaret. En civilförsvarsorganisation bildades genom en sammanslagning av luftskyddsorganisationen med organisationen för utrymnings- och socialtjänst. Civilförsvarsstyrelsen blev centralmyndighet och centralt ledningsorgan. Civilförsvarsstyrelsen, länsstyrelserna och civilförsvarscheferna i vart och ett av cirka 400 civilförsvarsområdena utgjorde tillsammans civilförsvarsmyndigheterna med ansvar för civilförsvarets ledning och med tillsyn över att kommunerna och enskilda personer fullgjorde vad som var ålagda dem enligt civilförsvarslagstiftningen. Civilförsvarsplikt infördes för alla svenska medborgare från 16 års till och med 65 års ålder. Personalbehovet omfattade 1946 444 000 personer för det allmänna civilförsvaret, 330 000 personer för verkskyddet och 120 000 för hemskyddet eller sammanlagt 864 000 personer.
Civilförsvarsreformen 1948 permanentade civilförsvarslagen (som hade varit tidsbegränsad) och överförde kostnadsansvaret på staten. Civilförsvarets verksamhet i krig var dels förebyggande, genom utrymning, inkvartering av de utrymda samt skyddsrum, dels skadeavhjälpande genom räddning av nödställda och skydd av egendom från förstörelse. År 1953 var personalbehovet för civilförsvaret sammanlagt 1 109 000 personer. Genom utrymningsreformen 1956 planlades beredskapsutrymning för 1,8 miljoner personer, slutlig utrymning för ytterligare en miljon personer, invasionsutrymning för ytterligare en halv miljon personer. Enligt de längst gående alternativen planerades utrymning för 3,3 miljoner personer. Civilförsvarsreformen 1960 koncentrerade civilförsvarets uppgifter på att skydda civilbefolkning och egendom mot skador av fientliga anfall samt räddning av överlevande. Hemskyddsorganisationen avvecklades. Civilförsvarets uppdrag inom säkerhetstjänst, röjnings- och reparationstjänst, bombröjning samt undanförsel och förstöring överfördes på andra myndigheter. Därigenom avgränsades civilförsvarets verksamhet från samhällets ordinarie verksamhet. Till följd av detta tilläts inte civilförsvaret användas vid katastrofer i fredstid. Civilförsvaret omfattade 1967 143 000 personer, därtill kom elva regionala undsättningskårer av bataljonsstorlek.
De storskaliga utrymning som sedan 1956 ingick i civilförsvarsplaneringen hade sitt grundval i risken för terroranfall mot större befolkningscentra i händelse av krig. Under 1970-talet kom i stället fokus att riktas mot faran för ett strategiskt överfall som kunde beröra stora delar av Sverige genom krigföring med konventionella medel. Genom skyddsrumsreformen 1975 fastställdes att skyddsrumsbyggandet skulle inriktas mot det konventionella krigets krav och mot att de allvarligaste riskområdena fanns nära militära mål eller i invasionsområdena.  Anordnandet av skyddsrum fick en fast anknytning till kommunernas bebyggelseplanering och kommunerna fick ett ansvar för att skyddsrum anordnas på ett ändamålsenligt sätt. Civilförsvarsreformen 1982 fastställde två stora principiella förändringar i civilförsvaret organisation. Hemskyddsorganisationen återuppbyggs och kommunerna övertar ansvaret för ledningen av det lokala civilförsvaret i krig och det planläggningsansvar som är förenat därmed i fred. Staten förblev huvudman för civilförsvaret men uppdrog åt kommunerna att genomföra civilförsvarsverksamheten på lokal nivå mot ekonomisk ersättning. Civilförsvarstyrelsen och Statens brandnämnd slogs 1986 samman till en ny myndighet Statens räddningsverk som också fick ett funktionsansvar för civilförsvaret.
Befolkningsskyddsreformen 1994 innebar att begreppet "civilförsvar" försvann från svensk lagstiftning. Befolkningsskydd – blev ett nytt samlat begrepp för skyddsrum, utrymning, och inkvartering medan skadeavhjälpande åtgärder blev en del av räddningstjänsten. Den statliga civilförsvarsorganisationen lade ned och kommunerna fick ett samlat ansvar för befolkningsskydd, räddningstjänst i krig samt andra kommunala beredskapsåtgärder. Hemskyddsorganisationen överfördes därmed till kommunerna. Genom krisberedskapsreformen 2002 kom fokus att ligga på terrorhot och fredstida krishantering. Det kalla krigets civila försvar med ansvar för befolkningsskydd och räddningstjänst i krig ned och ersattes av ett fredstida beredskapssystem. Överstyrelsen för civil beredskap ersattes av Krisberedskapsmyndigheten vilken tillsammans med Statens Räddningsverk fick ansvar för det civila försvaret. Nybyggnad av skyddsrum upphörde 2002. Utbildning av civilpliktiga minskades kraftigt och lades helt ned 2005. Även hemskyddsorganisationen avvecklades. Med krisberedskapsreformen 2006 kom all civil försvarsverksamhet inklusive befolkningsskydd att upphöra. Inriktningen blev enbart fokuserad på fredstida krisberedskap. Krisberedskapsmyndigheten och Statens Räddningsverk lades 2009 samman till Myndigheten för samhällsskydd och beredskap med ansvar för civilt försvar, krisberedskap och räddningstjänst. 

## Bakgrund

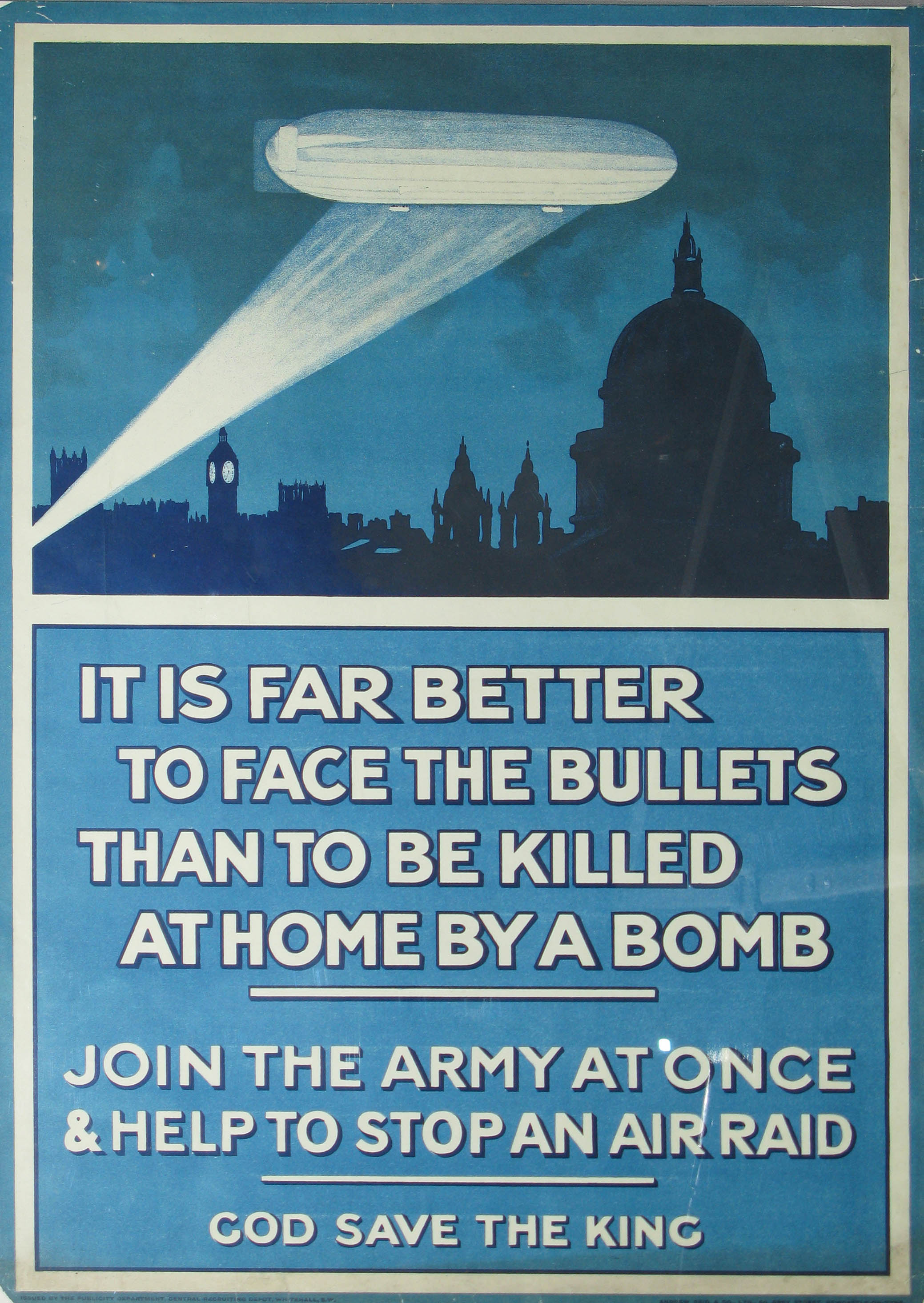
En affisch visar en tysk zeppelinare som angriper London.

Under första världskriget användes för första gången flygplan för att angripa civila mål. Tyskland använde också zeppelinare för samma ändamål. Samtidigt utvecklades stridsgaser för användning i landkriget. Under mellankrigstiden växte rädslan för att civilbefolkningen långt bakom fronten skulle angripas från luften med bomber och gas. Den italienske generalen Giulio Douhets teorier om strategisk bombning gjorde mycket för att underblåsa denna rädsla. I sin bok Il Dominio dell'Aria vilken utgavs 1921 argumenterade han för att ett framtida krig kunde vinnas genom att bryta en fientlig nations stridsvilja. Det skulle ske genom flygbombning av civilbefolkningen som därmed skulle kräva fred av sina ledare.
Mot denna bakgrund tillsatte på initiativ av chefen för generalstaben den svenska regeringen 1928 en statlig utredning beträffande hemortens och civilbefolkningens skyddande vid luftanfall mot Sverige, med särskilt avseende på skyldighet för kommuner, civila myndigheter och andra att medverka. 1928 års luftförsvarsutredning behandlade dels den militära organisationen för hemortens luftförsvar genom luftvärnsartilleri, dels det civila luftskydd genom förslag till "lag om luftförsvarstillstånd" samt "förordning om planläggning av åtgärder för befolkningens skyddande vid luftanfall." 
Utredningens förslag utmynnade dock inte i några initiativ från regeringens sida. Några bestämmelser som reglerade luftskyddets organisation fanns inte. Arméfördelningscheferna ansvarade för att inom arméfördelningsområdet i fredstid planlägga för skydd mot anfall från luften. Länsstyrelserna samt Järnvägsstyrelsen, Telegrafstyrelsen och vissa andra myndigheter var sedan 1931 ålagda att medverka. Andra civila myndigheters medverkan var innefattad i deras allmänna skyldighet till samverkan med Krigsmakten. Vissa åtgärder hade också vidtagits av vissa länsstyrelser för att i samråd med militära myndigheter och med användning av militär arbetskraft genomfört planläggning av lutskyddsåtgärder för orter särskilt viktiga ur luftskyddssynpunkt.

## Luftskydd 1937–1943

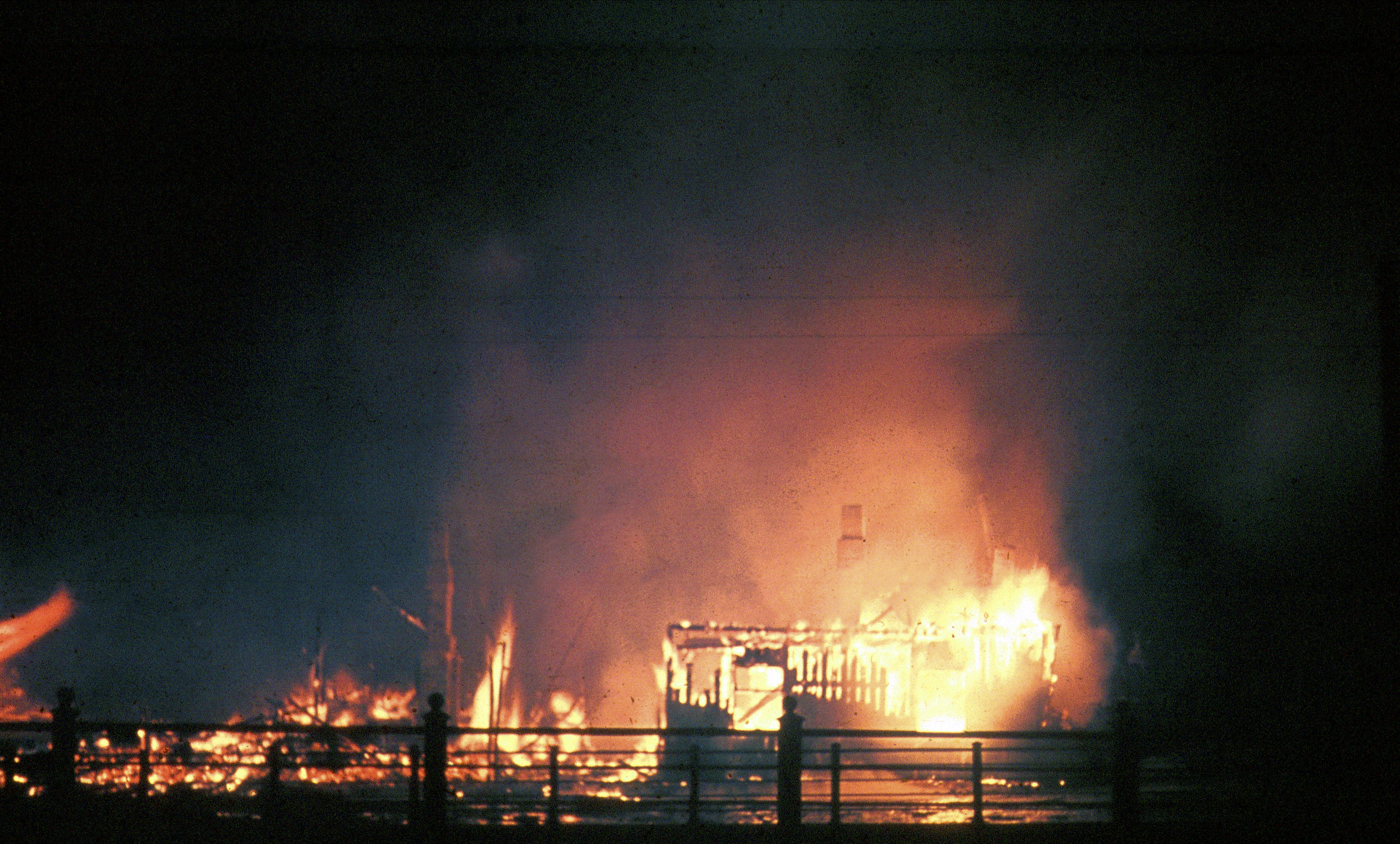
Ett ryskt bombanfall mot Helsingfors.

Statens bristande intresse för luftskyddet ledde till att åtgärder för skydd av civilbefolkningen i krigstid genomfördes på initiativ enskilda organisationer och personer, bland annat Svenska röda korset. Det ledde också till bildandet av lokala frivilliga luftsskyddsföreningar vilka 1937 sammanslöt sig till Luftskyddsförbundet, det senare Civilförsvarsförbundet, vilket blev en samlande organisation för luftskyddsarbetet.
Försvarsbeslutet 1936 innehöll inte några förslag rörande det civila luftskyddet. I stället tillsattes den Civila luftskyddsutredningen 1936 vilken i sitt betänkande framlade ett förslag om luftskyddslag. På grundval av detta förslag antog riksdagen 1937 Sveriges första luftskyddslag varigenom vissa grundläggande bestämmelser om luftskyddet antogs. Någon luftskyddsplikt för den enskilde infördes dock inte. En ny centralmyndighet, Luftskyddsinspektionen, inrättades men utan beslutande utan enbart rådgivande funktioner. Därför blev luftskyddsarbetet även i fortsättningen under en tid beroende enskilda organisationer och personer, innan länsstyrelsers och kommunala myndigheters fick ökad betydelse.

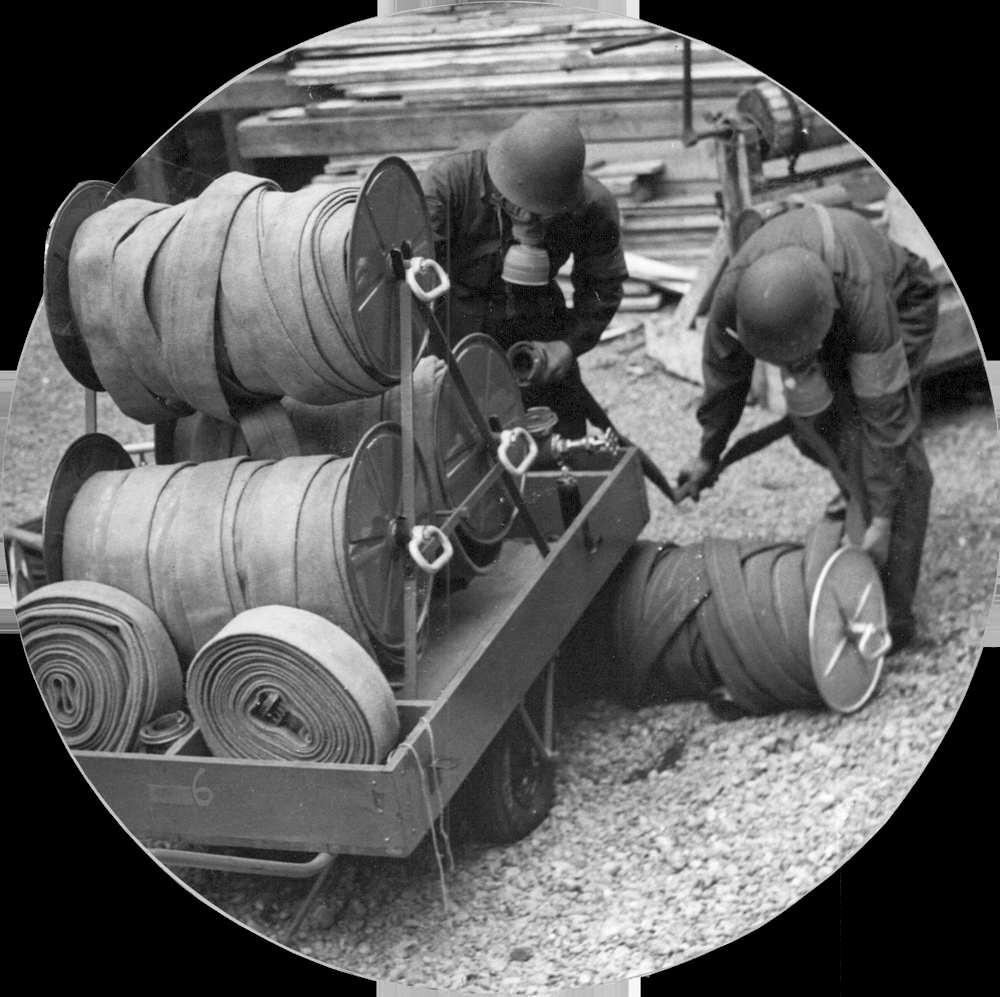
Luftskyddsövning 1943.

1938 tillkom en lag om förfoganderätt för luftskyddets behov. Efter det tyska anfallet mot Norge och Danmark införde regeringen i april 1940 luftskyddstillstånd i Sverige. Därigenom aktiverades bestämmelserna i 1938 års lag. Initiativ och ledning i luftskyddsarbetet övergick på länsstyrelserna och luftskyddscheferna enligt av luftskyddsinspektionen utfärdade anvisningar. Uppbyggnaden blev dock oenhetlig, ojämn och ofta inte rätt utformad då erfarenhet och enhetliga regler saknades. Den luftskyddsorganisation som i forcerad takt byggdes upp under beredskapen vilade inte på en enhetlig och genomtänkt grund.
Planläggning för utrymning av Sveriges 18 viktigaste luftskyddsorter genomfördes. 1939 bestämdes att utrymning skulle omfatta barn upp till 15 års ålder, vårdare samt icke arbetsföra (gamla, handikappade, sjuka). Utrymningsfrågor ansågs dock inte tillhöra det egentliga luftskyddet och 1940 bildades en särskild myndighet, Statens utrymningskommission för att förbereda och handha utrymningsfrågor. 1941 tillkom en särskild utrymningslag, som innehöll bestämmelser om både luftskyddsutrymning och militär utrymning. En utrymningstjänsteplikt infördes. I län och kommuner byggdes en utrymnings- och inkvarteringsorganisation parallellt upp med luftskyddet.

## Civilförsvar 1944–1994

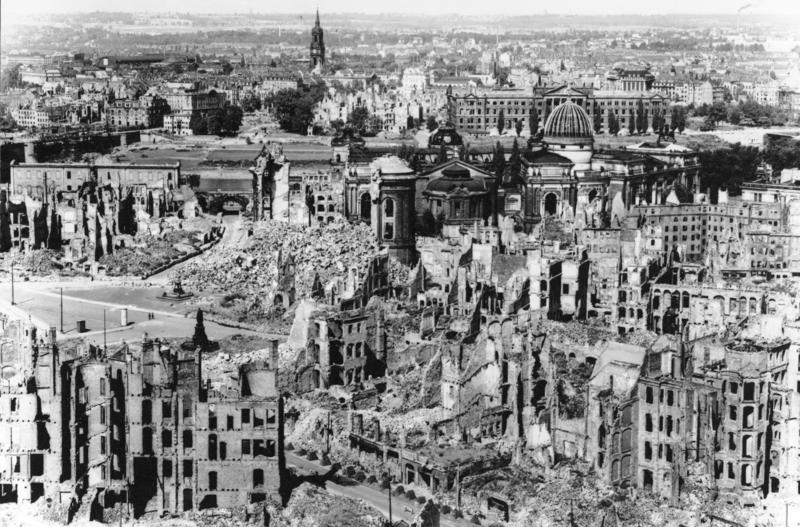
Dresden efter de allierade ytbombningarna 1945.

### Civilförsvarsreformen 1944
Civilförsvarslagen 1944 ersatte tidigare bestämmelser om luftskydd och utrymning och avsåg att åstadkomma en enhetlig ledning och uppbyggnad av civilförsvaret. Civilförsvaret bildades genom en sammanslagning av luftskyddsorganisationen med organisationen för utrymnings- och socialtjänst. Luftskyddet och utrymningsväsendet hade tidigare varit organisatoriskt fristående från varandra. Socialtjänstens åtgärder rörande bistånd åt personer som blivit hemlösa genom krigshandlingar eller i övrigt behövde stöd på grund av krig var inte särskilt reglerade i lag, men hade i viss utsträckning planlagts genom utrymningsorganens försorg. Den nya civilförsvarsorganisationen fick även uppgifter rörande undanförsel och förstöring samt åtgärder till förhindrade av spionage och sabotage vid vissa anläggningar och byggnader.
Den centrala ledningen av civilförsvaret utövades under regeringen av Civilförsvarsstyrelsen. Inom varje län ansvarade länsstyrelsen för ledningen av civilförsvaret. För handläggning av civilförsvarsfrågor inrättades en försvarsavdelning under en civilförsvarsdirektör vid varje länsstyrelse. Lokalt byggde organisationen på indelningen i polischefsdistrikt. Varje landsfiskalsdistrikt och varje stad som inte ingick i ett landsfiskalsdistrikt utgjorde ett civilförsvarsområde om inte regeringen bestämde något annat. Civilförsvarsstyrelsen, länsstyrelserna och civilförsvarscheferna utgjorde tillsammans civilförsvarsmyndigheterna med ansvar för civilförsvarets ledning och med tillsyn över att kommunerna och enskilda personer fullgjorde vad som var ålagda dem enligt civilförsvarslagstiftningen.
Civilförsvaret indelades i allmänt civilförsvar och särskilt civilförsvar. Allmänt civilförsvar omfattade civilförsvarsåtgärder som var av betydelse för området eller betydande delar av det. Särskilt civilförsvar omfattade civilförsvarsåtgärder i enskilda byggnader och anläggningar och avsåg i första hand det egna skyddet. Särskilt civilförsvar benämndes hemskydd om det var avsett för bostadshus och verkskydd för övriga byggnader och anläggningar. Det ekonomiska ansvaret för det allmänna civilförsvaret – inklusive byggandet av allmänna skyddsrum låg på kommunerna, som dock fick statsbidrag för 2/3 av kostnaderna. För det särskilda civilförsvaret vilade kostnaderna – inklusive byggandet av enskilda skyddsrum – på vederbörande ägare eller i vissa fall nyttjanderättinnehavare utan rätt till statsbidrag. Utbildning av det särskilda civilförsvarets personal bekostades dock av det allmänna.
Varje inom Sverige bosatt svensk medborgare omfattades av civilförsvarsplikt från 16 års till och med 65 års ålder. Civilförsvarsplikten omfattade skyldighet att i krigstid tjänstgöra under pågående eller befarad fientlig verksamhet samt att under andra tider delta i utbildning och övning. Under fredstid medförde den en förpliktelse att delta i utbildning och övning, dock begränsad till ett visst antal timmer per år. För att säkerställa behovet av personal krigsplacerades all personal i det allmänna civilförsvaret och all befälspersonal i det särskilda civilförsvaret. Krigsplacering medförde utökad skyldighet att delta i övning- och utbildning.
Enligt 1946 års civilförsvarsplanläggning omfattade personalbehovet för det allmänna civilförsvaret 444 000 personer, för verkskyddet 330 000 personer och för hemskyddet 120 000 hemskyddsledare eller sammanlagt 864 000 personer. Det allmänna civilförsvarets personalbehov var enligt 1946 års planläggning fördelat på följande tjänstegrenar: 
| Ledning | Ordning Bevakning | Observation Förbindelser | Brand  | Teknik | Sjukvård | Gasskydd | Utrymning Social | Block  |
| ------- | ----------------- | ------------------------ | ------ | ------ | -------- | -------- | ---------------- | ------ |
| 20 000  | 39 000            | 44 000                   | 96 000 | 37 000 | 35 000   | 18 000   | 102 000          | 53 000 |
| Källa:  | [ 17 ]            | [ 17 ]                   | [ 17 ] | [ 17 ] | [ 17 ]   | [ 17 ]   | [ 17 ]           | [ 17 ] |

### Civilförsvarsreformen 1948

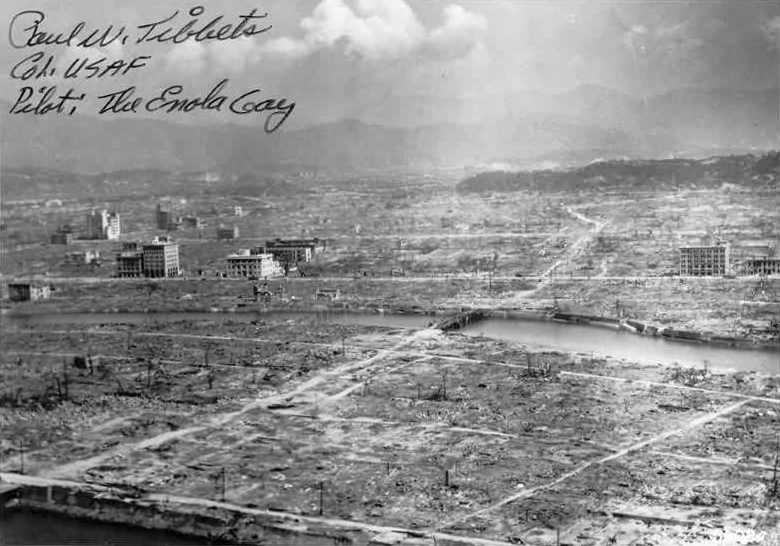
Hiroshima efter atombombningen 1945.

Civilförsvarsreformen 1948 permanentade civilförsvarslagen, som hade varit tidsbegränsad, och överförde kostnaderna för civilförsvaret till staten. Civilförsvarets verksamhetsområden och tjänstegrenar samt avgränsningar mot andra delar av totalförsvaret och mot vissa samhällsorgan klargjordes. Civilförsvarets uppgift definierades som den del av landets försvar som inte åvilade krigsmakten samt i övrigt sådan försvarsverksamhet som regeringen fastställt. Civilförsvarets civila och humanitära karaktär underströks. Civilförsvarets åtgärder var dels förebyggande, dels skadeavhjälpande. Till de förebyggande åtgärderna räknades utrymning, inkvartering av de utrymda samt skyddsrum. Därtill kom även bevakning till förhindrande av spioneri och sabotage, undanförsel av egendom, alarmering och luftförsvarsorientering (Lufor). Den skadeavhjälpande verksamheten inriktades främst på att rädda nödställda och skydde egendom från förstörelse genom brand och annan skadeverkan. Dit hörde även bistånd åt hemlösa och omhändertagande av döda.
Undanförsel betydde att viktiga förnödenheter som livsmedel, oljor, bilreservdelar och läkemedel vilka i fredstid tillverkades på platser som i krigstid kunde utsättas för flyganfall eller i bli föremål för markstrider skulle i ett tidigt skede avtransporteras till och lagras på säkra platser. Förstörelse skulle också planläggas för sådana förnödenheter ifall dessa inte hunnits undanföras eller i ett senare kritisk skede skulle löpa risk att falla i fiendens händer.
Den nya lagstiftningen 1948 medförde inga ändringar i civilförsvarets organisation. Den centrala ledningen utövades som tidigare genom civilförsvarsstyrelsen, grundorganisationen utgjorde som tidigare civilförsvarsområdet (till antalet 352 år 1957). Civilförsvarsplikten var oförändrad. Staten hade övertagit det finansiella ansvaret för det allmänna civilförsvaret, men kommunerna hade att medverka framförallt genom polis- och brandväsende samt genom att bygga och underhålla allmänna skyddsrum. Inom varje kommun skulle det finnas en civilförsvarsnämnd. Ansvaret för det särskilda civilförsvaret låg som tidigare på fastighetsägare eller innehavare.
En ny högre regional ledningsmyndighet inrättades genom civilbefälhavarorganisationens tillkomst 1951. En civilbefälhavare fanns i varje civilområde och hade till uppgift att planera och samordna det civila totalförsvarets verksamhet på nivån ovan länsstyrelserna men under de centrala myndigheterna. En rad beslut måste i krig fattas på högre än länsnivå som till exempel järnvägstransporter, elförsörjning, telekommunikationer samt evakuering av människor och undanförsel av materiel. Civilbefälhavaren skulle också samarbeta med respektive militärbefälhavare. Alla län utom Västerbottens, Norrbottens och Gotlands län sammanfördes till sammanlagt fem civilområden som motsvarade respektive militärområde. 
| Ledningsnivå   | Civilförsvaret         | Krigsmakten                |
| -------------- | ---------------------- | -------------------------- |
| Central        | Civilförsvarsstyrelsen | Överbefälhavaren           |
| Högre regional | Civilbefälhavare       | Militärbefälhavare         |
| Lägre regiona  | Länsstyrelse           | Försvarsområdesbefälhavare |
| Lokal          | Civilförsvarschef      | Lokal militär chef         |
| Källa:         |                        |                            |

1953 års civilförsvarsplanläggning medförde ett ökat behov av krigsplacerad personal och steg från 444 000 personer till 609 000 personer för det allmänna civilförsvaret och från 120 000 till 195 000 hemskyddsledare. Verkskyddets personalbehov var oförändrat. Det totala personalbehovet för civilförsvaret steg alltså från 864 000 personer till 1 109 000 personer. Det årliga utbildningsbehovet ökade från 365 000 kursdeltagare till 400 000 personer. Det allmänna civilförsvarets personalbehov var enligt 1953 års planläggning fördelat på följande tjänstegrenar:  
| Ledning | Ordning Bevakning | Observation Förbindelser | Brand  | Teknik | Sjukvård | Gasskydd | Utrymning Social | Block  |
| ------- | ----------------- | ------------------------ | ------ | ------ | -------- | -------- | ---------------- | ------ |
| 17 164  | 48 005            | 71 037                   | 95 566 | 37 531 | 55 059   | 19 944   | 156 874          | 95 155 |
| Källa:  | [ 24 ]            | [ 24 ]                   | [ 24 ] | [ 24 ] | [ 24 ]   | [ 24 ]   | [ 24 ]           | [ 24 ] |

Av civilförsvarets personal var högst en fjärdedel utbildad vid antagandet av 1948 års civilförsvarslag eftersom all utbildning i princip legat nere sedan krigsslutet. Bristen på kompetenta instruktörer var särskilt kännbar. Behovet av adekvat materiel för civilförsvaret var stort och anskaffning av sådan skulle genomföras enligt en plan som skulle påbörjas budgetåret 1950/51 och vara avslutad budgetåret 1954/55. Förutom personlig utrustning för personalen krävdes också investeringar i alarmeringsanläggningar, signalmateriel, gasskyddsmateriel och teknisk materiel. Koreakrigets utbrott gjorde att världsläget betraktades som allvarligt och civilförsvarets behov måste tillgodoses.

### Utrymningsreformen 1956

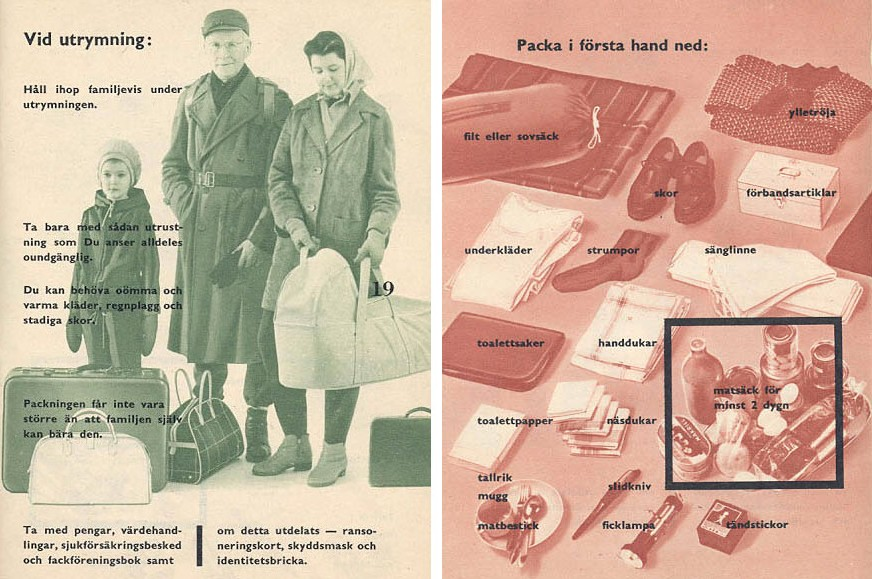
Anvisningar för utrymning.

De förslag om skyddsrum som framlades av 1945 års civilförsvarutredning ansågs inte tillfredsställande, varför en särskild skyddsrumsutredning tillsattes 1948. Genom de tillägg som 1956 gjordes till civilförsvarslagen ändrades principerna för skyddsrumsbyggande och utrymning. Alla tätorter skulle även i fortsättningen betraktas som anfallsmål och därför vara försedda med skyddsrum. I det mest utsatta orterna, särskilt de som kunde bli föremål för kärnvapenanfall skulle i innerområdena och i andra riskfyllda stadsdelar bergrum eller likvärdiga betongskyddsrum anläggas som befolkningsskyddsrum. I de övriga delar av de mest utsatta orterna och i de mindre utsatta orterna skulle skyddsrummen vara av typen normalskyddsrum. Enskilda skyddsrum skulle anläggas i orter med mer än 5 000 invånare. I områden där varken befolkningsskyddsrum eller normalskyddsrum skulle byggas skulle dock befintliga skyddsrum underhållas. I ett beredskapsläge skulle källarutrymmen och liknande iordningställas till skydd för radioaktiv strålning.
Utrymning blev den viktigaste åtgärden för att förebygga effekterna av ett kärnvapenanfall. Utrymningen skulle genomföras antingen som successiv utrymning eller som snabbutrymning. Beredskapsutrymning skulle planläggas för cirka 80 orter med mer än 10 000 invånare eller mera och av cirka 40 orter med mindre befolkning vilka ansågs löpa hög risk för flyganfall. Vissa landsbygdsområden med färre än 1 000 invånare som låg i närheten av flygbaser skulle också omfattas av beredskapsutrymning. Slutlig utrymning skulle planläggas för alla orter med mer än 30 000 invånare samt för mindre orter med hög risk att utsättas för tunga flyganfall. Snabbutrymning skulle endast planläggas för de orter som avsågs att slutligt utrymmas. Invasionsutrymning skulle planeras för orter som ansågs löpa risk för att drabbas av markstrider i ett krigs inledande skede. Beredskapsutrymning planlades för 1,8 miljoner människor, slutlig utrymning för ytterligare 1 miljon människor, invasionsutrymning för ytterligare en halv miljon människor. Enligt de längst gående alternativen planerades utrymning för 3,3 miljoner människor.

### Civilförsvarsreformen 1960

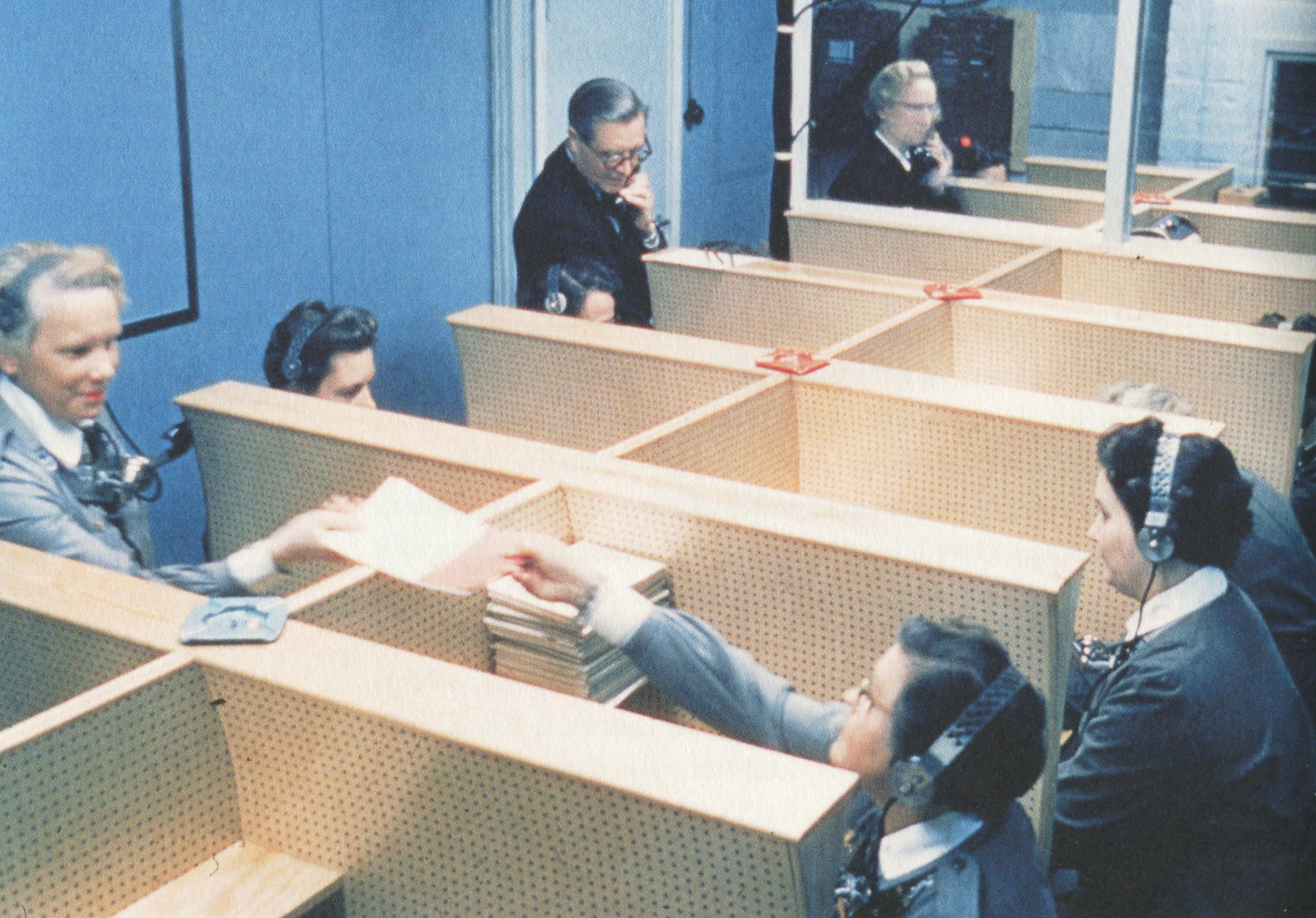
Civilförsvarspersonal vid en sambandsövning.

Civilförsvarsreformen 1960 koncentrerade civilförsvarets uppgifter på att skydda civilbefolkning och egendom mot skador av fientliga anfall samt räddning av överlevande. Civilförsvarets uppdrag inom säkerhetstjänst, röjnings- och reparationstjänst, bombröjning samt undanförsel och förstöring överfördes på andra myndigheter. Därigenom avgränsades civilförsvarets verksamhet från samhällets ordinarie verksamhet. Till följd av detta tilläts inte civilförsvaret användas vid katastrofer i fredstid.  Regler om hemskydd utgick från lagstiftningen.
Det allmänna civilförsvarets personalstyrka minskades till nästan hälften. Befälsrekryteringen förbättrades genom att befälet i stor utsträckning skulle utgöras av reservofficerare och värnpliktiga underofficerare. Ett ökat antal värnpliktiga med uppskov överfördes också till civilförsvaret. Till förstärkning av det lokala civilförsvaret inrättades regionala undsättningskårer om sammanlagt 10 000 krigsplacerade värnpliktiga med uppskov, värnpliktiga underofficerare och reservofficerare. Verkskyddet bantades ordentligt. Det förblev obligatoriskt bara i orter med mer än 5 000 invånare och på anläggningar med mer än 100 anställda. Den krigsplacerade personalen minskade i motsvarande  mån. Hemskyddsorganisationen lades ned vilket innebar att antal i civilförsvaret krigsplacerade minskade med 150 000 personer.
Civilförsvarsplikten omfattade högst 30 dagar i fredstid utom för befäl och specialister för vilka den var 60 dagar. Undsättningskårernas värnpliktiga personal var av lika omfattning som de repetitionsövningar de skulle genomgått om de varit krigsplacerade i det militära försvaret. En statlig civilförsvarsskola inrättades för det högre befälet. Manskapsutbildningen ägde rum lokalt. Undsättningskårernas personal utbildades i anslutning till civilförsvarsskolan. Länsstyrelserna övertog ansvaret för övningsverksamheten och administrativa uppgifterna från de lokala civilförsvarscheferna.
Civilförsvaret omfattade 1967 143 000 personer (vid fullt utbyggd organisation 224 000). I siffrorna ingick 10 % mobiliseringsreserv samt 5 000 personer som skulle krigsplacerade först vid beredskapsläge..
|                            | Ledningskårer | Räddningskårer | Brandkårer | Sjukvårdskårer | Skyddskårer | Bevakningskårer |
| -------------------------- | ------------- | -------------- | ---------- | -------------- | ----------- | --------------- |
| 1967                       | 32 000        | 15 000         | 31 000     | 26 000         | 15 000      | 24 000          |
| Fullt utbyggd organisation | 45 000        | 31 000         | 53 000     | 39 000         | 20 000      | 36 000          |
| Källa:                     | [ 34 ]        | [ 34 ]         | [ 34 ]     | [ 34 ]         | [ 34 ]      | [ 34 ]          |

Ledningskåren utgjordes av den lokale civilförsvarschefen stabsorgan. Räddningskårerna ansvarade bland annat för räddning av personer instängd i rasmassor efter bombanfall. Brandkårerna stod för brandbekämpning för att kunna genomföra räddningsinsatser och för att begränsa egendomsskador. Sjukvårdskårernas uppgifter var första hjälpen och transporter av skadade. Skyddskårerna hade hand om indikering av gas- och radioaktivitet, omhändertagande av hemlösa med mera. Bevakningskårerna hade dels ansvaret för ordningstjänsten, dels för bevakning av civilförsvarets anläggningar.
Därtill kom 1967 elva (vid fullt utbyggd organisation 20) regionala undsättningskårer för bistånd till det lokala civilförsvaret. En undsättningskår bestod av två  räddningskompanier, en brandpluton, en underhållspluton med mera om sammanlagt 453 man. Vid fullt utbyggd organisation hade 21 sanitetsplutoner till uppgift att bada, avlusa, desinfektera och vid behov sanera flyktingar och inhemsk befolkning. Frivilliga Flygkåren genomförde rekognoscering, indikering och ledning från luften. Verkskyddet hade 1967 18 000 krigsplacerade och skulle vid fullt utbyggd organisation ha 65 000 krigsplacerade. Det lokala civilförsvaret skulle i sin helhet kunna mobiliseras på 24 timmar, undsättningskårerna på 36 timmar.

### Skyddsrumsreformen 1975

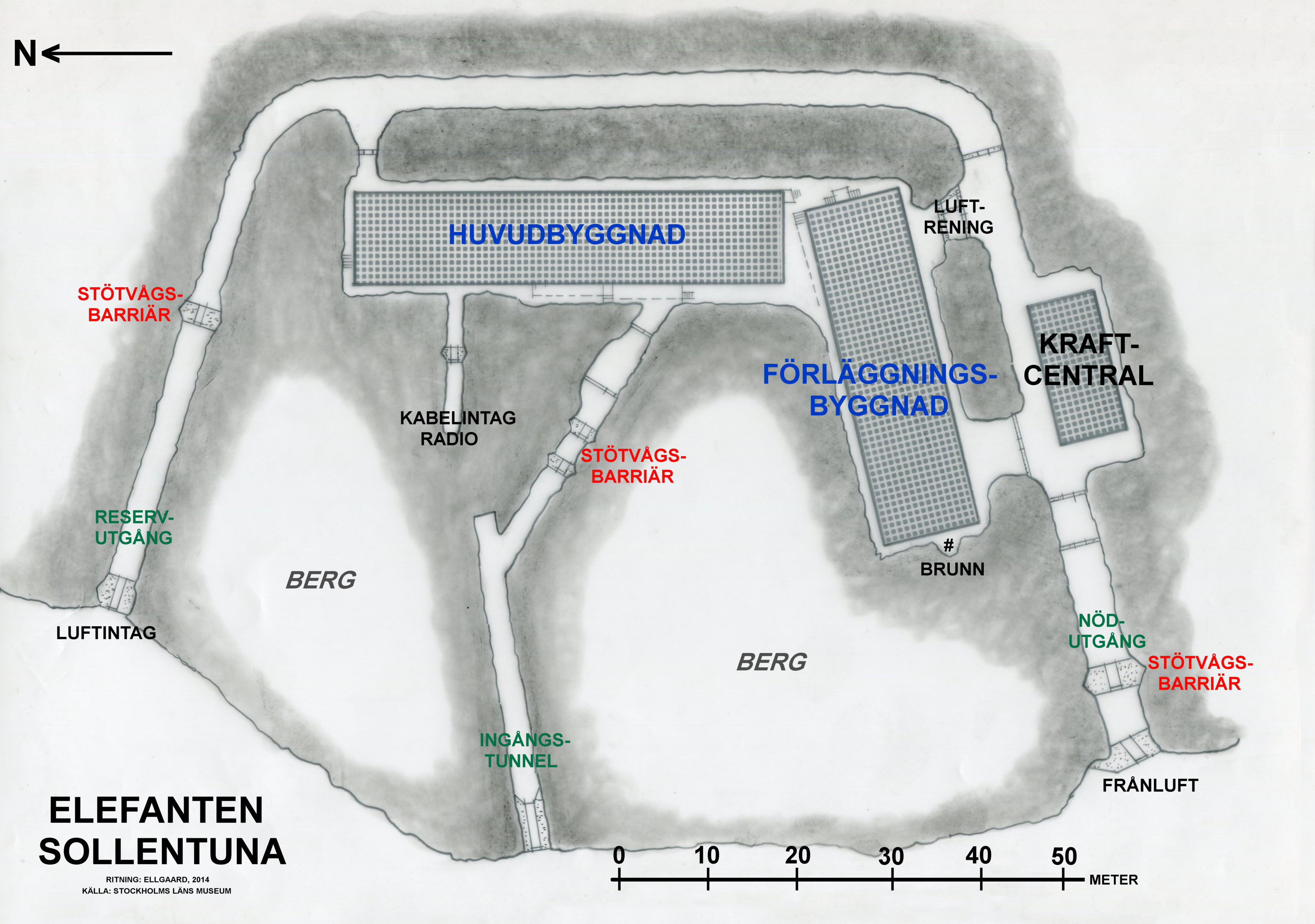
Civilförsvarets huvudcentral Elefanten i Sollentuna (planritning).

De storskaliga utrymning som ingick i civilförsvarsplaneringen hade sitt grundval i risken för terroranfall mot större befolkningscentra i händelse av krig. Under 1970-talet kom i stället fokus att riktas mot faran för ett strategiskt överfall som kunde beröra stora delar av Sverige genom krigföring med konventionella medel. Genom försvarsbeslutet 1972 fastställdes att en av civilförsvarets uppgifter var att bidra till totalförsvarets fredsbevarande funktion genom att stärka befolkningens motståndsförmåga och därmed tilltron till Sveriges vilja att göra motstånd mot angrepp och påtryckningar. Den ändrade grundsynen på ett framtida krigs karaktär skulle vägleda civilförsvarets inriktning. Civilförsvarsåtgärderna skulle i första hand avse skydd mot verkningar av konventionella vapen i samband med invasion och markstrider samt att befolkningscentra som sådana inte i första hand bör ses som mål för en angripare. Skyddsrumsbyggandet skulle inriktas mot det konventionella krigets krav och mot att de allvarligaste riskområdena fanns nära militära mål eller i invasionsområdena.
Allmänna skyddsrum fanns i början av 1970-talet i varje tätort, enskilda skyddsrum därtill i 200 särskilt fastställda skyddsrumsorter. I 14 av de största tätorterna fanns befolkningsskyddsrum och där fanns ingen skyldighet att anlägga enskilda skyddsrum. Befolkningsskyddsrum fanns i Stockholm, Uppsala, Eskilstuna, Norrköping, Linköping, Jönköping, Karlskrona, Malmö, Helsingborg, Göteborg, Borås, Örebro, Västerås och Gävle. Det fanns 1971 45 000 skyddsrum med plats för 4,2 miljoner människor i Sverige. Skyddsrumsbehovet var i varierande grad tillfredsställt på olika platser. Bland orter med relativt god tillgång på skyddsrum hörde Lund, Karlstad och Sandviken, medan Stockholm, Göteborg och Malmö tillhörde de orter som hade mindre god tillgång till skyddsrumsplatser.
Ett nytt system för skyddsrumsbyggande infördes 1975. Anordnandet av skyddsrum fick en fast anknytning till kommunernas bebyggelseplanering och kommunerna fick ett ansvar för att skyddsrum anordnas på ett ändamålsenligt sätt. Skyddsrumsplanering genomfördes av kommunen sedan regeringen fastställt vilka tätorter som var skyddsrumsorter och omfattades av denna planering. Skyddsrumsorterna indelades i skyddsrumsområden och i varje område skulle finnas tillräckligt med skyddsrumsplatser. Därigenom behövde inte skyddsrum byggas i varje enskild byggnad eller anläggning.

### Civilförsvarsreformen 1982
Försvarsbeslutet 1982 fastställde två stora principiella förändringar i civilförsvaret organisation:  (1) Hemskyddsorganisationen återuppbyggs. (2) Kommunerna övertar ansvaret för ledningen av det lokala civilförsvaret i krig och det planläggningsansvar som är förenat därmed i fred.Staten förblev huvudman för civilförsvaret men uppdrog åt kommunerna att genomföra civilförsvarsverksamheten på lokal nivå mot ekonomisk ersättning.. 
Den statliga hemskyddsorganisationen började byggas upp 1982. Hemskyddet stod till kommunernas förfogande som resurs för utrymning, iordningställande av skydd, utdelning av andningsskydd och information till allmänheten. Hemskyddet skulle i krig fungera som en länk mellan offentlig verksamhet (som räddningstjänsten) och civilbefolkningen. Landet delades in i hemskyddsområden med cirka 1 000 invånare i varje. I varje område skulle finnas 10 hemskyddsombud. Cirka 80 000–100 000 frivilliga hemskyddsombud skulle rekryteras genom Civilförsvarsförbundet medan cirka 25 000 hemskyddschefer skulle krigsplaceras av staten genom civilförsvarsplikt. I början av 1990-talet nåddes ett delmål med cirka 30 000 frivilliga.
Kommunerna övertog ansvaret för det lokala civilförsvaret 1984. Civilförsvarstyrelsen och Statens brandnämnd slogs 1986 samman till en ny myndighet Statens räddningsverk som också fick ett funktionsansvar för civilförsvaret. Vissa planeringsfunktioner vilka tidigare tillhört Civilförsvarsstyrelsens ansvarsområde överfördes samtidigt till den nybildade Överstyrelsen för civil beredskap vilken bildades genom sammanläggning av Överstyrelsen för ekonomiskt försvar och Riksnämnden för kommunal beredskap.

## Civilt försvar 1994–2014

### Befolkningsskyddsreformen 1994
Genom lagen (1994:1720) om civilt försvar försvann begreppet "civilförsvar" från svensk lagstiftning. "Civilt försvar" är ett bredare begrepp än "civilförsvar" och omfattar all civil verksamhet som ingår i Sveriges totalförsvar. Befolkningsskydd – som blev ett nytt samlat begrepp för skyddsrum, utrymning, och inkvartering – reglerades i denna lag, medan räddningstjänst i krig och beredskap reglerades i räddningstjänstlagen. Den statliga civilförsvarsorganisationen lade ned och kommunerna fick ett samlat ansvar för befolkningsskydd, räddningstjänst i krig samt andra kommunala beredskapsåtgärder. Hemskyddsorganisationen överfördes därmed till kommunerna. Kommunerna fick använda ett hundratal mobiliseringsförråd med förstärkningsmateriel även i fredstid även om staten kvarstod som ägare.
Samtidigt infördes totalförsvarsplikt och riksdagen beslöt att förstärka befolkningsskyddet och räddningstjänsten med bland annat räddningsmän för kommunernas krigsorganisation. På längre sikt avsåg man att utbilda 10 000 civilpliktiga per år som även skulle kunna tas i anspråk vid extraordinära händelser i fredstid. För räddningstjänsten utbildade Statens Räddningsverk 1996–2005 ungefär 11 000 räddningsmän, beredskapsmän, sjukvårdsmän, sanerare och ammunitionsröjare. Pliktutbildning för en del av det civila försvarets funktioner som inte ingick i befolkningsskyddet och räddningstjänsten genomfördes även då Svenska kraftnät utbildade civilpliktiga som kraftlednings- och dammreparatörer medan beredeskapspoliser utbildades av Rikspolisstyrelsen. All pliktutbildning för det civila försvaret upphörde 2008. År 2017 kvarstod endast 208 krigsplacera civilpliktiga inom det civila försvaret. Genom försvarsbeslutet 2000 lades civilbefälhavarorganisationen ned. År 2001 bedömdes grundförmågan inom funktionen befolkningsskydd och räddningstjänst som "inte godtagbar" på grund underdimensionerade kommunala räddningstjänster och svårigheter att rekrytera deltidsbrandmän.

### Krisberedskapsreformen 2002

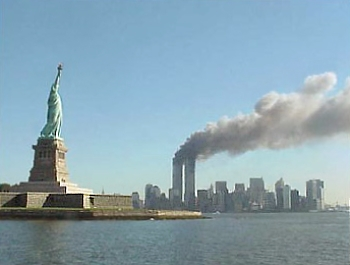
Islamistisk terrorattack i New York 2001.

Den minskade krigsrisken gjorde att fokus inom det civila försvaret kom att ligga på terrorhot och fredstida krishantering. Genom lagen (2002:833) om extraordinära händelser i fredstid lades det kalla krigets civila försvar med ansvar för befolkningsskydd och räddningstjänst i krig ned och ersattes av ett fredstida beredskapssystem. Räddningstjänstlagen ersattes med lagen (2003:778) om skydd mot olyckor. Överstyrelsen för civil beredskap ersattes av Krisberedskapsmyndigheten vilken tillsammans med Statens Räddningsverk fick ansvar för det civila försvaret. Nybyggnad av skyddsrum upphörde 2002. Utbildning av civilpliktiga minskades kraftigt och lades helt ned 2005. Även hemskyddsorganisationen avvecklades.

### Krisberedskapsreformen 2006
Lagen om civilt försvar avskaffades 2006 och ersattes med lagen (2006:544) om kommuners och landstings åtgärder inför och vid extraordinära händelser i fredstid och höjd beredskap. Med denna lag kom all civil försvarsverksamhet inklusive befolkningsskydd att upphöra. Inriktningen blev enbart fokuserad på fredstida krisberedskap. Beredskapslager av skyddsmasker för civilbefolkningen och sjukvårdsmateriel avvecklades. Krisberedskapsmyndigheten, Styrelsen för psykologiskt försvar och Statens Räddningsverk lades 2009 samman till Myndigheten för samhällsskydd och beredskap med ansvar för civilt försvar, krisberedskap och räddningstjänst. Statens ägaransvar för beredskapslager av räddningstjänstmateriel upphörde och materielen överfördes till kommunerna. Begreppet "befolkningsskydd" förekommer inte längre i lagen, utom i en paragraf i lagen om skydd mot olyckor där den dock inte definieras.